# Trophée de France 2019
Navigation
Édition précédente Édition suivante
Le Trophée de France est une compétition internationale de patinage artistique qui se déroule en France au cours de l'automne. Il accueille des patineurs amateurs de niveau senior dans quatre catégories : simple messieurs, simple dames, couple artistique et danse sur glace. En 2019 il s'appelait également Internationaux de France.
Le trente-troisième Trophée de France est organisé du 1er au 3 novembre 2019. Il est la troisième compétition du Grand Prix ISU senior de la saison 2019-2020 à la patinoire Polesud de Grenoble.

## Résultats

### Messieurs

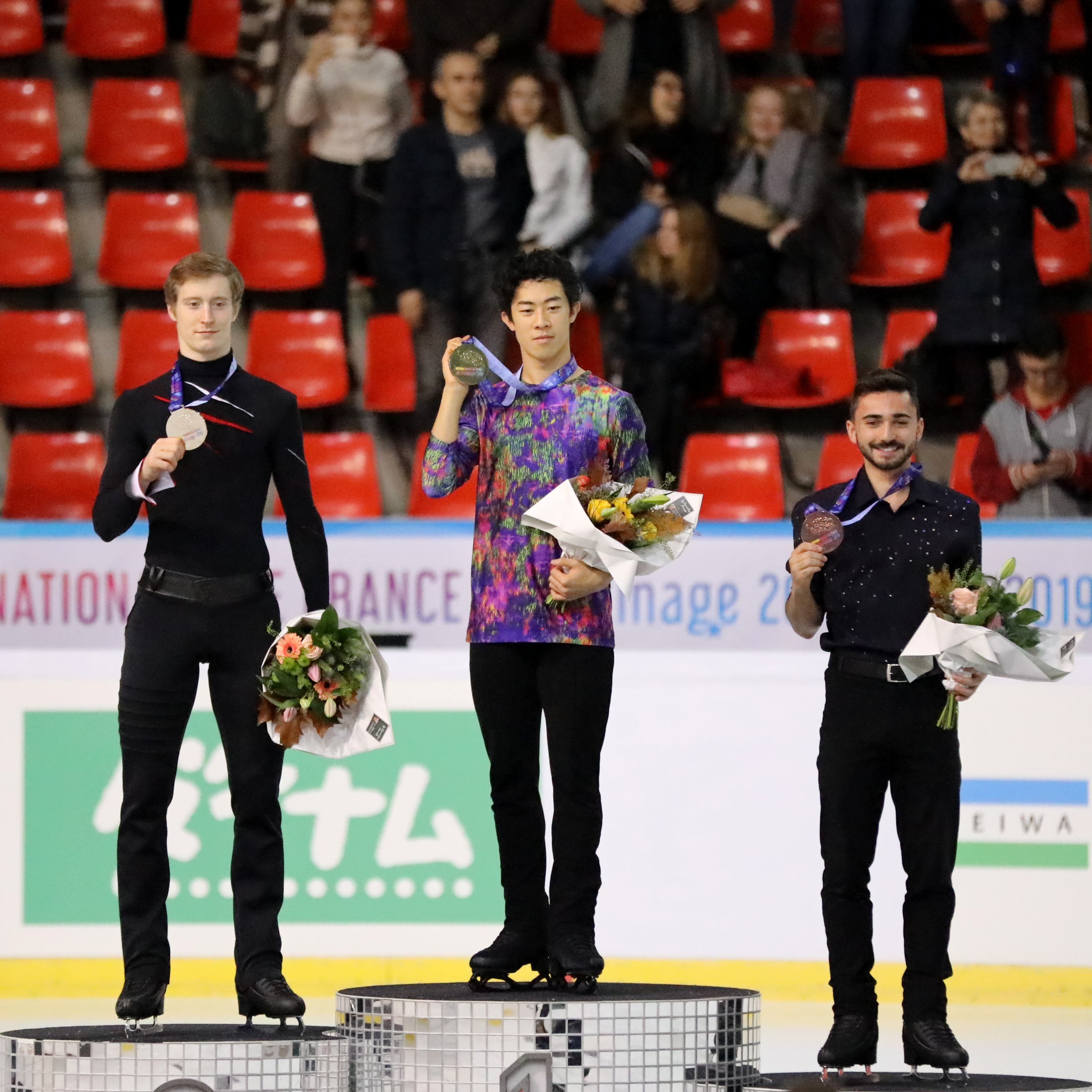
Podium des Messieurs

| Rang    | Nom                 | Pays       | Points | Programme court | Programme court | Programme libre | Programme libre |
| ------- | ------------------- | ---------- | ------ | --------------- | --------------- | --------------- | --------------- |
| 1       | Nathan Chen         | États-Unis | 297.16 | 1               | 102.48          | 1               | 194.68          |
| 2       | Aleksandr Samarin   | Russie     | 265.10 | 2               | 98.48           | 3               | 166.62          |
| 3       | Kevin Aymoz         | France     | 254.64 | 3               | 82.50           | 2               | 172.14          |
| 4       | Moris Kvitelashvili | Géorgie    | 236.38 | 5               | 78.79           | 5               | 157.59          |
| 5       | Tomoki Hiwatashi    | États-Unis | 227.43 | 10              | 68.70           | 4               | 158.73          |
| 6       | Sergey Voronov      | Russie     | 220.98 | 7               | 76.60           | 7               | 144.38          |
| 7       | Nicolas Nadeau      | Canada     | 217.68 | 9               | 69.42           | 6               | 148.26          |
| 8       | Shoma Uno           | Japon      | 215.84 | 4               | 79.05           | 9               | 136.79          |
| 9       | Romain Ponsart      | France     | 215.64 | 6               | 77.48           | 8               | 138.16          |
| 10      | Daniel Samohin      | Israël     | 193.66 | 8               | 70.84           | 10              | 122.82          |
| 11      | Anton Shulepov      | Russie     | 183.98 | 11              | 63.67           | 11              | 120.31          |
| Forfait | Adrien Tesson       | France     |        |                 |                 |                 |                 |

### Dames

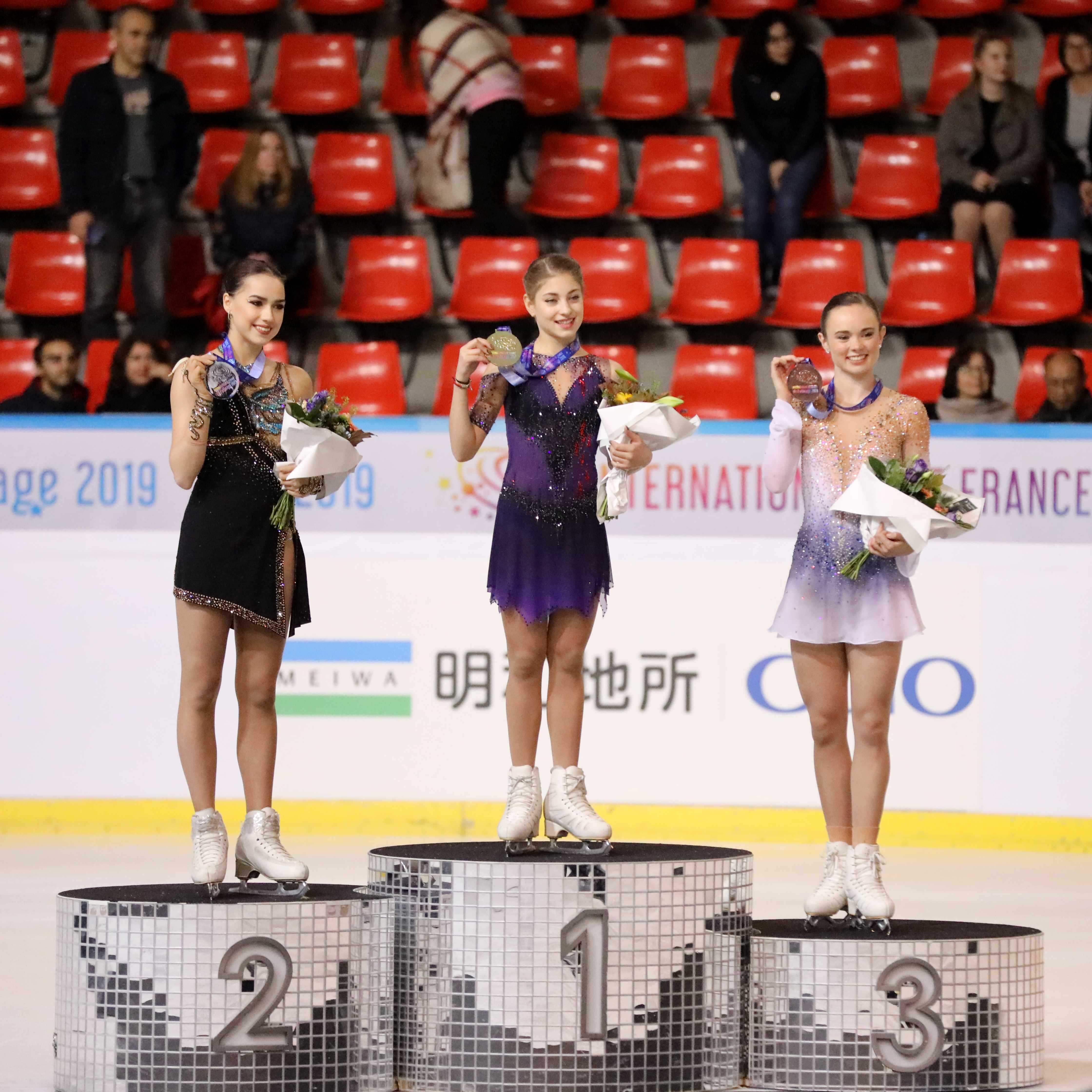
Podium des Dames

| Rang    | Nom                | Pays       | Points | Programme court | Programme court | Programme libre | Programme libre |
| ------- | ------------------ | ---------- | ------ | --------------- | --------------- | --------------- | --------------- |
| 1       | Aliona Kostornaïa  | Russie     | 236.00 | 1               | 76.55           | 1               | 159.45          |
| 2       | Alina Zagitova     | Russie     | 216.06 | 2               | 74.24           | 3               | 141.82          |
| 3       | Mariah Bell        | États-Unis | 212.89 | 3               | 70.25           | 2               | 142.64          |
| 4       | Kaori Sakamoto     | Japon      | 199.24 | 6               | 64.08           | 4               | 135.16          |
| 5       | Starr Andrews      | États-Unis | 180.54 | 4               | 66.59           | 5               | 113.95          |
| 6       | Wakaba Higuchi     | Japon      | 174.12 | 5               | 64.78           | 7               | 109.34          |
| 7       | Nicole Schott      | Allemagne  | 166.89 | 10              | 54.43           | 6               | 112.46          |
| 8       | Léa Serna          | France     | 166.02 | 8               | 62.43           | 8               | 103.59          |
| 9       | Yuna Shiraiwa      | Japon      | 161.71 | 7               | 63.12           | 10              | 98.59           |
| 10      | Maé-Bérénice Méité | France     | 157.45 | 9               | 56.35           | 9               | 101.10          |
| 11      | Maria Sotskova     | Russie     | 144.89 | 11              | 50.38           | 11              | 94.51           |
| Forfait | Laurine Lecavelier | France     |        |                 |                 |                 |                 |

### Couples

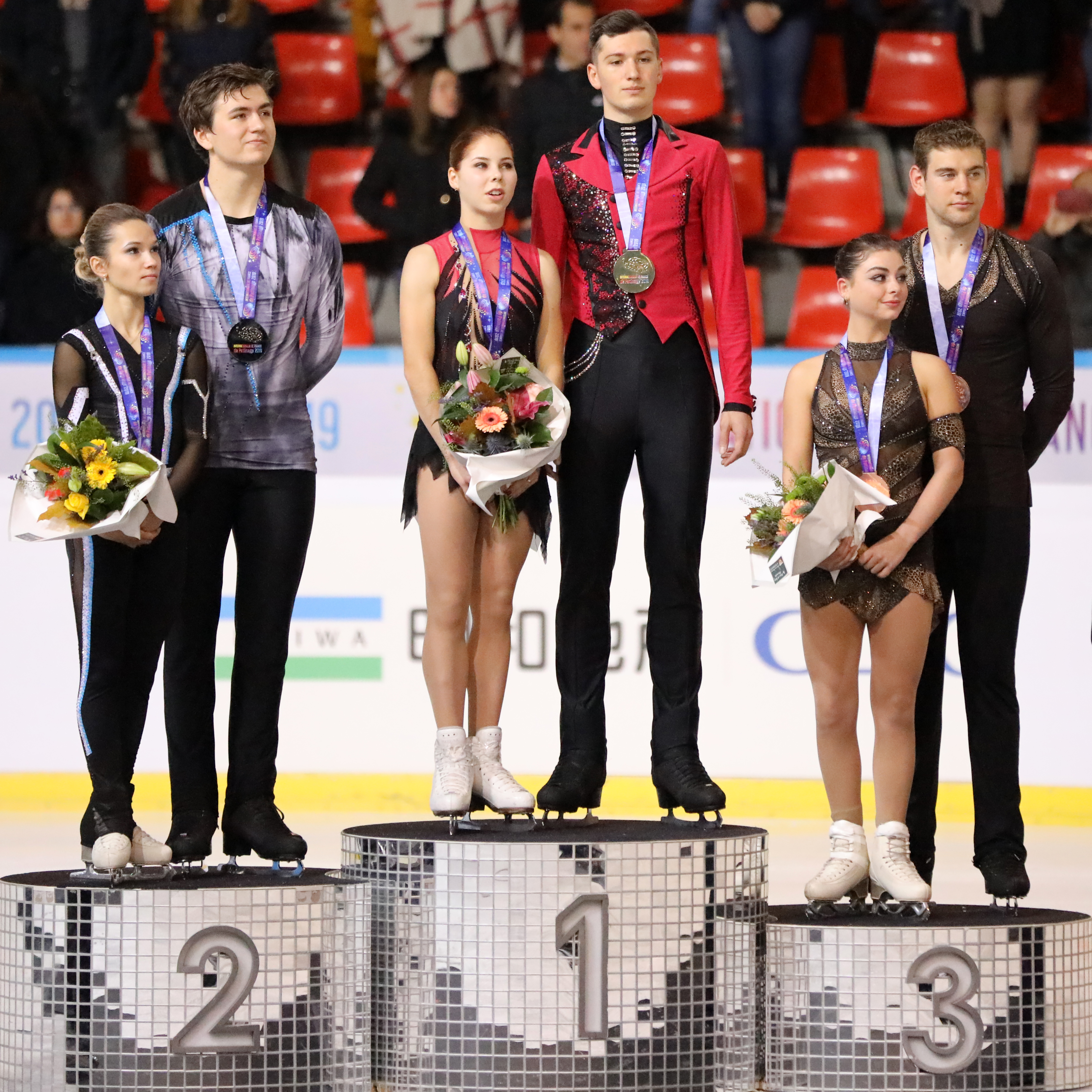
Podium des couples artistiques

| Rang | Nom                                     | Pays       | Points | Programme court | Programme court | Programme libre | Programme libre |
| ---- | --------------------------------------- | ---------- | ------ | --------------- | --------------- | --------------- | --------------- |
| 1    | Anastasia Mishina / Aleksandr Galliamov | Russie     | 207.58 | 2               | 73.77           | 1               | 133.81          |
| 2    | Daria Pavliuchenko / Denis Khodykin     | Russie     | 206.56 | 1               | 76.59           | 3               | 129.97          |
| 3    | Haven Denney / Brandon Frazier          | États-Unis | 199.40 | 3               | 68.65           | 2               | 130.75          |
| 4    | Ashley Cain-Gribble / Timothy LeDuc     | États-Unis | 195.78 | 4               | 66.12           | 4               | 129.66          |
| 5    | Miriam Ziegler / Severin Kiefer         | Autriche   | 181.26 | 8               | 57.30           | 5               | 123.96          |
| 6    | Camille Ruest / Andrew Wolfe            | Canada     | 166.15 | 7               | 57.90           | 6               | 108.25          |
| 7    | Minerva Fabienne Hase / Nolan Seegert   | Allemagne  | 163.09 | 6               | 59.13           | 7               | 103.96          |
| 8    | Rebecca Ghilardi / Filippo Ambrosini    | Italie     | 157.92 | 5               | 59.62           | 8               | 98.30           |

### Danse sur glace

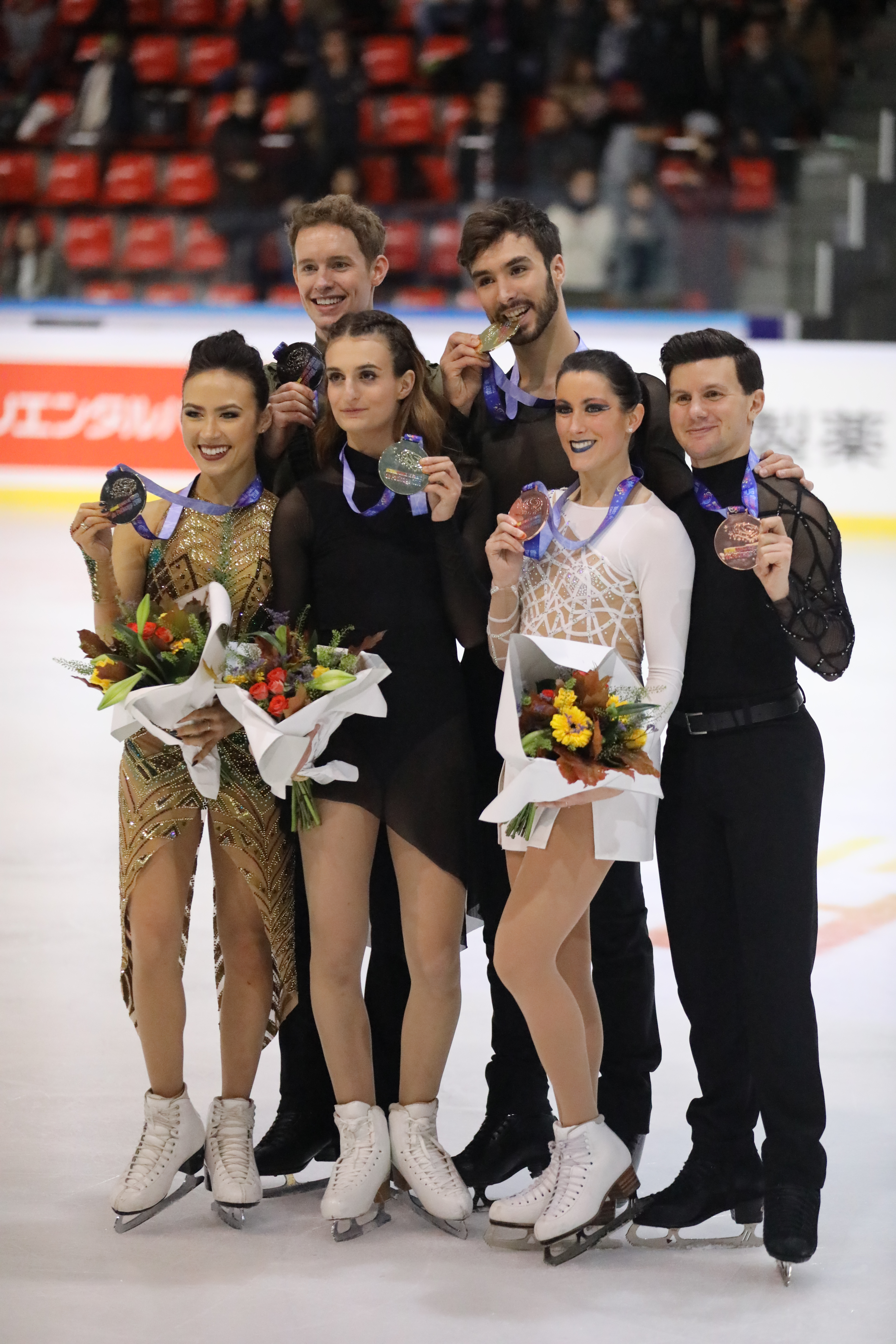
Podium de la danse sur glace

| Rang | Nom                                     | Pays       | Points | Danse rythmique | Danse rythmique | Danse libre | Danse libre |
| ---- | --------------------------------------- | ---------- | ------ | --------------- | --------------- | ----------- | ----------- |
| 1    | Gabriella Papadakis / Guillaume Cizeron | France     | 222.24 | 1               | 88.69           | 1           | 133.55      |
| 2    | Madison Chock / Evan Bates              | États-Unis | 204.84 | 2               | 80.69           | 2           | 124.15      |
| 3    | Charlène Guignard / Marco Fabbri        | Italie     | 203.34 | 3               | 79.65           | 3           | 123.69      |
| 4    | Olivia Smart / Adrià Díaz               | Espagne    | 188.18 | 4               | 76.09           | 4           | 112.09      |
| 5    | Tiffany Zahorski / Jonathan Guerreiro   | Russie     | 184.44 | 5               | 75.05           | 5           | 109.39      |
| 6    | Natalia Kaliszek / Maksym Spodyriev     | Pologne    | 183.42 | 6               | 74.19           | 6           | 109.23      |
| 7    | Carolane Soucisse / Shane Firus         | Canada     | 175.80 | 7               | 68.61           | 7           | 107.19      |
| 8    | Marie-Jade Lauriault / Romain Le Gac    | France     | 166.28 | 9               | 63.42           | 8           | 102.86      |
| 9    | Julia Wagret / Pierre Souquet           | France     | 161.99 | 8               | 63.55           | 10          | 98.44       |
| 10   | Allison Reed / Saulius Ambrulevičius    | Lituanie   | 161.73 | 10              | 60.99           | 9           | 100.74      |

## Source
- Résultats des Internationaux de France 2019 sur le site de l'ISU